# Bioskena
Bioskena (din greacă bios – viață, kené – colibă, adăpost) sau merocenoza este cea mai mică unitate a biotopului, care prezintă un fond propriu de specii. 
Ca exemplu de bioskenă pot fi date frunzele de nufăr care stau la limita dintre două medii diferite: aerul și apa, posedând o asociație proprie de animale.
- Pe fața superioară a frunzei stau numeroși purici verzi (Aphis nymphaeae) si gândacul de trestie (Donacia crassipes) care mănâncă din frunză. Tot aici stau la pândă diverși păianjeni din genurile Dolomedes, Piraia etc. ; aici se odihnesc numeroase muște, bondari, libelule etc., majoritatea căzând pradă broaștelor, care și ele stau pe frunzele de nufăr.

- În interiorul frunzei se găsesc, de regulă, larve de chironomide sau de alte diptere.

- Pe fața inferioară a frunzei se află numeroase ponte de gasteropode: în cordoane groase de Limnaea, în cordoane mai subțiri de Bythinia sau grămăjoare rotunde și turtite de Planorbis. Tot pe fața inferioară se găsesc ouă de libelule (Agrions sp.) sub forma unor șiruri arcuite de liniuțe mici; există mulți coconi de lipitoarea melcilor (Glossosiphonia sp.)., nenumărate planarii împreună cu ouăle lor fixate printr-o codiță, apoi grămăjoare gelatinoase ale pontei de chironomide și larve de chironomide.